# Edward Pietkiewicz

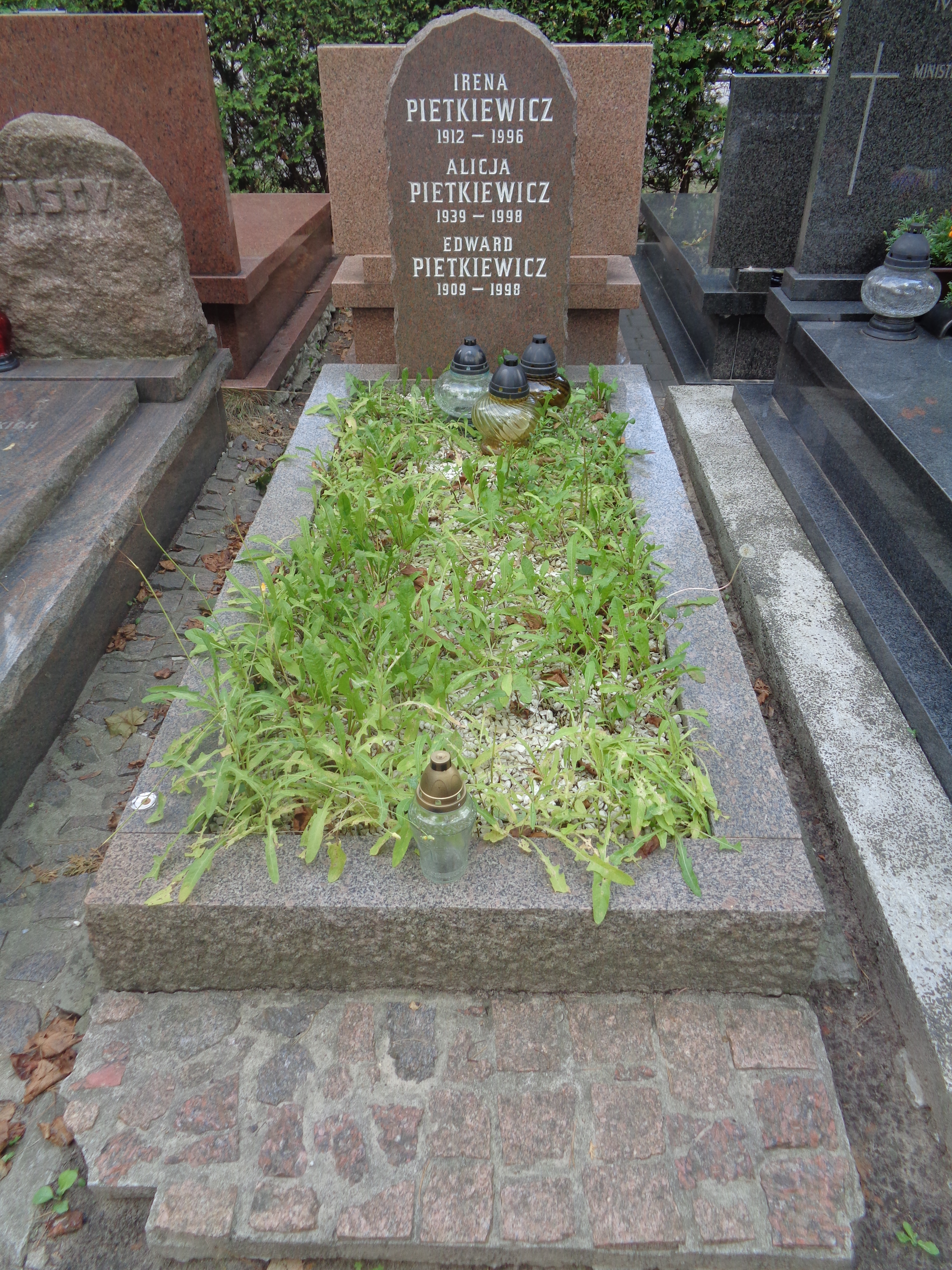
Grób Edwarda Pietkiewicza na cmentarzu wojskowym na Powązkach

Edward Pietkiewicz (ur. 19 listopada 1909 w Nowych Święcianach na Wileńszczyźnie, zm. 16 grudnia 1998 w Warszawie) – polski dyplomata i pisarz.

## Życiorys
Pochodził z rodziny kolejarskiej. W 1929 ukończył seminarium nauczycielskie i podjął pracę nauczyciela w szkołach wiejskich. W 1940 musiał zrezygnować z tej pracy z powodu nieznajomości języka litewskiego. Zatrudnił się w nadleśnictwie, a następnie pracował jako robotnik na kolei.
Po zakończeniu wojny ukończył studia filozoficzne na Uniwersytecie Warszawskim. Przez kilka lat był wizytatorem szkół w Olsztynie i na Mazurach. W 1954 przeniósł się do Warszawy, gdzie objął stanowisko dyrektora departamentu w Ministerstwie Oświaty. Po kilku miesiącach przeniósł się do resortu spraw zagranicznych i wyjechał do Albanii, gdzie przez trzy lata piastował stanowisko ambasadora. W latach 1956–1965 kierował polską ambasadą w Finlandii, zarazem pełniąc obowiązki dziekana korpusu dyplomatycznego. Po 9 latach pracy w Finlandii wrócił do kraju i objął stanowisko wicedyrektora protokołu dyplomatycznego w MSZ. W 1970 na zakończenie kariery dyplomatycznej objął stanowisko ambasadora PRL w Szwajcarii. Odznaczony Medalem 10-lecia Polski Ludowej.
W 1972 przeszedł na emeryturę i zajął się pisarstwem. Prowadził wykłady z zakresu protokołu dyplomatycznego na uczelniach, pisał do kącika porad z zakresu savoir-vivre'u w miesięczniku „Twój Styl”.
Mieszkał w Warszawie. Żonaty z Ireną Pietkiewicz (1912-1996). Pochowany na cmentarzu Powązki Wojskowe w Warszawie (kwatera A3 tuje-2-20).

## Dzieła
- 1975: Elementy protokołu dyplomatycznego
- 1979: Przyjmowanie delegacji zagranicznych : problemy organizacyjno-protokolarne
- 1984: Dobre obyczaje w pracy
- 1987: Dobre obyczaje
- 1987: Sekretariat w służbie zagranicznej
- 1993: Dyplomaci
- 1995: Przyjęcia w biznesie i nie tylko
- 1996: Anegdotki dyplomatyczne
- 1997: Savoir vivre dla każdego